# Sékana Diaby
Sékana Diaby (Abidjã, 10 de agosto de 1968) é um ex-futebolista profissional marfinense que atuava como defensor.

## Carreira
Sékana Diaby se profissionalizou no RC Paris.

## Seleção
Sékana Diaby integrou a Seleção Marfinense de Futebol na Copa Rei Fahd de 1992, na Arábia Saudita.

## Títulos
Costa do Marfim
- Copa das Nações Africanas: 1992